# Aspidium longicrure
Aspidium longicrure là một loài dương xỉ trong họ Tectariaceae. Loài này được Christ Christ mô tả khoa học đầu tiên năm 1909.